# Імьонсу-Пхокпхо
Імьонсу-Пхокпхо (кор. 리명수폭포, 鯉明水瀑布) — водоспад, пам'ятник природи в робочому селищі Імьонсу повіту Самджійон провінції Янгандо, КНДР. Розташований в передгір'ях за 700 м на північний захід від залізничної станції Імьонсу. Являє собою ґрунтові води, що протікають вздовж щілин базальтової скелі у напрямку до річки. Висота водоспаду — 15 м, ширина — 27 м. Складається з п'яти потоків, які розпливаються на десятки дрібніших. Скеля, з якої тече водоспад, має двовиступну форму. Висота верхнього виступу — 7 м, висота нижнього — 8 м.
Імьонсу-Пхокпхо відомий як підземний водоспад. Він висить на береговій кручі по правій стороні обривистої ущелини, що утворилася внаслідок ерозії річкою Імьонсу товстих шарів докембрійського базальту, виверженого наприкінці третинного — початку четвертинного періоду кайнозойської ери. Ґрунтові води течуть між базальтовими відслоненнями, досягнувши скелі, вони утворюють водоспад. П'ять основних потоків течуть вниз, між ними бризкають менші бісероподібні потоки. Вода основних струменів, вдаряючись об кам'яний виступ і розлітаючись бісероподібними краплями, поділяється на малі струмені, то знову зливається в один потік і впадає в затон на річці Імьонсу.
Загальний вид водоспаду виглядає як сукупність різноманітних водоспадів в мініатюрі. Разом з оголеними чорними скелями, кришталево чистою водою ставу під водоспадом і навколишніми лісами вони створюють мальовничі краєвиди, які різняться в залежності від часу року.
Весняний цвіт азалій, літній зелений ліс і осіннє жовте листя відображаються у водоспаді і ставку. В ясний день бризки води, що розлітаються від водоспаду, в результаті заломлення сонячного світла створюють ефект веселки. Взимку водоспад частково замерзає, незамерзла вода тече по наледеніннях. Від води, що витікає з-під землі, і холодного повітря утворюється туман і дерева вкриваються інеєм.
У січні 1980 року водоспад Імьонсу-Пхокпхо був зареєстрований Національним союзом охорони природи КНДР як Природна пам'ятка № 345, рідкісний підземний водоспад, що має велике естетичне значення. Над водоспадом встановлена оглядова альтанка.